# Carlos Bueren Roncero
Carlos Bueren Roncero (5 de gener de 1950) és un advocat i jutge espanyol que fou destinat a l'Audiència Nacional entre 1986 i 1996, en què acceptà l'oferta d'un bufet d'advocats de Madrid. A causa del seu destí, treballà en casos relacionats amb narcotràfic i terrorisme (sobretot d'ETA, però també del GRAPO i en una part de l'Operació Garzón contra Terra Lliure). El 2006 es conegué que havia estat a la llista de possibles objectius d'ETA. Destacaren les diligències del cas Lasa Zabala.